# Gioseffo Guami
Gioseffo Guami (auch Gioseffo Guammi, Giuseppe Guami; * 27. Januar 1542 in Lucca; † 1611 ebenda) war ein italienischer Organist und Komponist.

## Leben und Wirken
Über Gioseffo Guamis Jugend und Ausbildung ist nichts Sicheres bekannt, er soll sich allerdings zwischen 1550 und 1560 in Venedig aufgehalten haben und dort Schüler von Adrian Willaert und Annibale Padovano gewesen sein. 1568 verschlug es ihn nach München, wo er zum Hoforganisten berufen wurde. Kapellmeister am herzoglichen Hof war zu dieser Zeit Orlando di Lasso. Guami wirkte hier bis etwa 1579. Zwischen 1588 und 1591 war er erster Organist an San Marco in Venedig, danach kehrte er in seine Heimatstadt zurück, wo er bis zu seinem Tod an der Kathedrale ebenfalls als Organist wirkte. Dort gehörte der später bekannte Komponist und Musiktheoretiker Adriano Banchieri (1568–1634) zu seinen Schülern. 
Neben Madrigalen, Messen und Motetten schuf er etliche Werke für Orgel und gehörte zu den ersten Komponisten reiner Instrumentalmusik seiner Zeit.
Sein Bruder Francesco Guami (1543–1602) sowie seine Söhne Domenico (1583–1631), Vincenzo (1585 – vor 1615) und Valerio (1587–1649) waren ebenfalls Komponisten und Musiker.